# Neoapachella rothi
Neoapachella rothi är en spindelart som beskrevs av Bond och Brent D. Opell 2002. Neoapachella rothi ingår i släktet Neoapachella och familjen Cyrtaucheniidae. Inga underarter finns listade i Catalogue of Life.